# 渡辺徹 (政治家)
渡辺 徹（渡邉 徹、わたなべ とおる、1841年9月15日（天保12年8月1日） - 1913年（大正2年）10月19日）は、幕末の勤王家、明治期の内務官僚、政治家、実業家。茨城県参事、御影町長、衆議院議員。幼名・政吉、後左衛門、又衛。

## 経歴
越前国南条郡武生で、福井藩越前府中領主本多家家臣・渡辺良右衛門の三男として生まれ、のち大坂の国学者・渡辺資政の養子となる。剣鎗銃砲の術を修めた。幕末の国事に奔走し、錦小路頼徳に仕え、七卿落ちの際にも随行し、錦小路死去後に東久世通禧に仕えた。
明治維新後、神奈川府巡察補に就任。以後、同巡察、神奈川県少参事、五條県大参事、甲府県権大参事、租税寮七等出仕、秋田県参事などを歴任。
明治5年8月25日（1872年9月27日）茨城県参事に就任。県庁租税課に開産係を設置し農政を所管させ、水戸藩士族に開墾を、水戸の富商に会社設立などを勧め、また、水戸に種痘局を置いた。1873年2月22日に依願免本官となる。また同時に理由は不明であるが位記返上を命ぜられた。一年半を経て長崎県参事として復帰し、1877年1月に退官した。その後、兵庫県武庫郡長兼菟原郡長、飾東郡長兼飾西郡長、明石郡長、御影町長などを歴任。
さらに醸造業を起こし、灘酒家銀行頭取、全国酒造業者組合連合会長、神戸貯蓄銀行頭取、日本酒造火災保険 (株) 社長などを務めた。
1892年2月、第2回衆議院議員総選挙に兵庫県第二区から出馬し当選したが、同年12月1日に議員を辞職した。